# Chi i anden-fordelingen
I sandsynlighedsregning og statistik er chi i anden-fordelingen (også kaldet chi kvadreret-fordelingen[kilde mangler] eller χ²-fordelingen) med k frihedsgrader fordelingen af en sum af k kvadrerede uafhængige normalfordelte stokastiske variable med middelværdi 0 og varians 1. Det er et specialtilfælde af en gammafordeling og en af de mest brugte sandsynlighedsfordeling inden for statistisk, dvs. i hypotesetest eller i skabelsen af konfidensintervaller. Da der skelnes mellem den mere generelle ikke-central chi i anden-fordeling, kaldes denne fordeling nogle gange central chi i anden-fordeling'.
Chi i anden-fordelingen bruges ofte i chi i anden-test til chi-fordeling af en observeret fordeling til en teoretisk fordeling, til uafhængighed af to kriterier til klassificeringen af kvalitativ data og til estimater af konfidensinterval for populationers standardafvigelse fra en normalfordeling af en normalt fordelt prøve. Mange andre statistiske tests benytter også denne fordeling, heriblandt Friedmans analyse af varians.

## Definition
Hvis Z1, ..., Zk er uafhængige, standard normalfordelte stokastiske variable, da vil summen af deres kvadrater
{\displaystyle Q\ =\sum _{i=1}^{k}Z_{i}^{2},}
være fordelt ved chi i anden-fordelingen med k frihedsgrader. Dette skrives normalt som
{\displaystyle Q\ \sim \ \chi ^{2}(k)\ \ {\text{or}}\ \ Q\ \sim \ \chi _{k}^{2}.}
Chi i anden-fordelingen har en parameter: k — et positivt tal der specificerer antallet af frihedsgrader (dvs. antallet af Zi’er)

## Tabel overχ2-værdi vsp-værdi
p-værdi er sandsynligheden for statistisk at observere en test hvor det mindst vil optræde én observation i en chi i anden-fordeling. Da fordelingsfunktionen for det pågældende antal frihedsgrader giver sandsynligheden for at få en værdi der er mindre end ekstremet ved dette sted, minus fordelingsfunktionens værdi fra 1 giver p-værdien. Tabellen herunder giver et antal p-værdier der matcher χ2 for de første 10 frihedsgrader.
En lav p-værdi indikerer støre statistisk signifikans, altså en større sandsynlighed for at observere en bestemt afvigelse fra nulhypotesen. En p-værdi på 0.05 bliver ofte anvendt som grænsen mellem at være signifikant og ikke signifikante resultater.
| Frihedsgrader (df)      | χ2-værdi | χ2-værdi | χ2-værdi | χ2-værdi | χ2-værdi | χ2-værdi | χ2-værdi | χ2-værdi | χ2-værdi | χ2-værdi | χ2-værdi |
| ----------------------- | -------- | -------- | -------- | -------- | -------- | -------- | -------- | -------- | -------- | -------- | -------- |
| 1                       | 0.004    | 0.02     | 0.06     | 0.15     | 0.46     | 1.07     | 1.64     | 2.71     | 3.84     | 6.64     | 10.83    |
| 2                       | 0.10     | 0.21     | 0.45     | 0.71     | 1.39     | 2.41     | 3.22     | 4.60     | 5.99     | 9.21     | 13.82    |
| 3                       | 0.35     | 0.58     | 1.01     | 1.42     | 2.37     | 3.66     | 4.64     | 6.25     | 7.82     | 11.34    | 16.27    |
| 4                       | 0.71     | 1.06     | 1.65     | 2.20     | 3.36     | 4.88     | 5.99     | 7.78     | 9.49     | 13.28    | 18.47    |
| 5                       | 1.14     | 1.61     | 2.34     | 3.00     | 4.35     | 6.06     | 7.29     | 9.24     | 11.07    | 15.09    | 20.52    |
| 6                       | 1.63     | 2.20     | 3.07     | 3.83     | 5.35     | 7.23     | 8.56     | 10.64    | 12.59    | 16.81    | 22.46    |
| 7                       | 2.17     | 2.83     | 3.82     | 4.67     | 6.35     | 8.38     | 9.80     | 12.02    | 14.07    | 18.48    | 24.32    |
| 8                       | 2.73     | 3.49     | 4.59     | 5.53     | 7.34     | 9.52     | 11.03    | 13.36    | 15.51    | 20.09    | 26.12    |
| 9                       | 3.32     | 4.17     | 5.38     | 6.39     | 8.34     | 10.66    | 12.24    | 14.68    | 16.92    | 21.67    | 27.88    |
| 10                      | 3.94     | 4.87     | 6.18     | 7.27     | 9.34     | 11.78    | 13.44    | 15.99    | 18.31    | 23.21    | 29.59    |
| P-værdi (sandsynlighed) | 0.95     | 0.90     | 0.80     | 0.70     | 0.50     | 0.30     | 0.20     | 0.10     | 0.05     | 0.01     | 0.001    |

Disse værdier kan beregnes ved hjælp af kvartilfunktionen (den omvendte funktion til fordelingsfunktionen) til chi i anden-fordelingen..